# ندو سونتی
ندو سونتی (انگلیسی: Nedo Sonetti؛ زادهٔ ۲۵ فوریهٔ ۱۹۴۱) بازیکن فوتبال اهل ایتالیا است.
از باشگاه‌هایی که در آن بازی کرده‌است می‌توان به باشگاه فوتبال رجینا، باشگاه فوتبال اسپتزیا، و باشگاه فوتبال سالرنیتانا اشاره کرد.